# Stazione di Kreuzstrasse
La stazione di Kreuzstrasse (in tedesco Bahnhof Kreuzstrasse) è una stazione ferroviaria nel comune svizzero di Altstätten sulla linea Altstätten-Gais.

## Storia

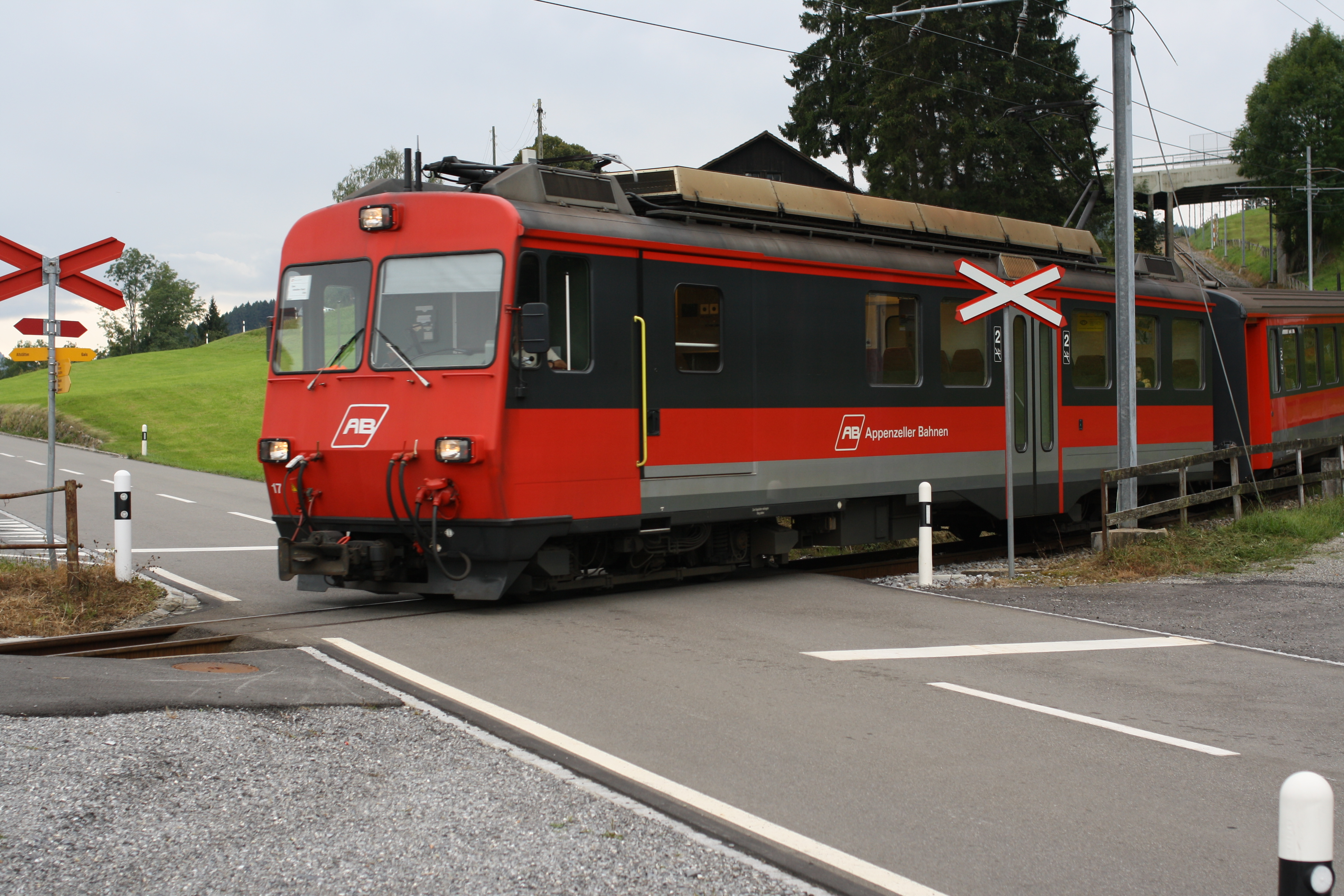
Automotrice nei pressi del passaggio a livello senza barriere di Kreuzstrasse.

La stazione fu attivata il 18 novembre 1911, in occasione dell'apertura della tratta attualmente in esercizio della ferrovia Altstätten-Gais. Nelle vicinanze della stazione è visibile un complesso di bunker e di ostacoli anticarro realizzati tra la fine dell'Ottocento e gli anni 1940.

## Strutture e impianti
La stazione dispone di un binario dotato di marciapiede per il servizio passeggeri. È dotata di un piccolo fabbricato viaggiatori.

## Movimento
La stazione è servita da treni a cadenza oraria (e che fermano su richiesta) sulla linea S24 della rete celere di San Gallo.

## Servizi
- Sala d'attesa

## Interscambi
- Fermata autobus (linea B24)